# Hasan Muratović
Hasan Muratović (Olovo, 11 aprile 1940 – Sarajevo, 14 novembre 2020) è stato un politico e diplomatico bosniaco.

## Biografia
Laureato in Economia all'Università di Lubiana, intraprese poi la carriera accademica, fino a diventare rettore dell'Università di Sarajevo.
Dal 30 gennaio 1996 al 3 gennaio 1997 fu primo ministro della Bosnia ed Erzegovina, il quarto nella storia del paese. Dal 1999 al 2002 fu ambasciatore bosniaco in Croazia.
Hasan Muratović è morto nell'autunno del 2020, per complicazioni da Covid-19.